# Egzarchat apostolski Wenezueli (melchicki)
Egzarchat Apostolski Wenezueli (łac. Caracensis Graecorum Melkitarum) (hiszp. Exarcado apostólico melquita de Venezuela) – egzarchat Kościoła melchickiego w Wenezueli. Jest podległy bezpośrednio Stolicy Apostolskiej. Został erygowany 17 lutego 1990 roku przez papieża Jana Pawła II na mocy konstytucji apostolskiej Quo longius. Obecnym egzarchą jest Joseph Khawam BA.